# Muzeul Bivolului
Muzeul bivolului este situat în satul Mera, comuna Baciu, județul Cluj, în apropierea municipiului Cluj-Napoca. Muzeul a fost inaugurat 23 mai 2009, sub patronajul Fundației Primula. Inițiativa înființării acestui muzeu a aparținut profesorului de biologie Varga Gyorgy, fiu al satului și fost director al școlii din localitate. Informații detaliate despre exponatele din muzeu, precum și despre multicentenara îndeletnicire a merenilor pot fi furnizate de dl. Varga Gyorgy. În discursul său, domnia sa accentuează faptul că, deși creșterea și exploatarea bivolilor este mult restrânsă în ultima vreme, această îndeletnicire rămâne de actualitate, făcând obiectul unor lucrări de referință în domeniu .

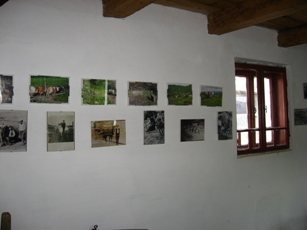
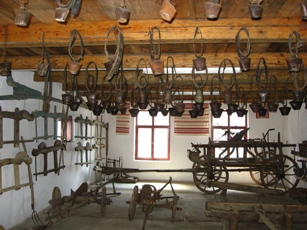
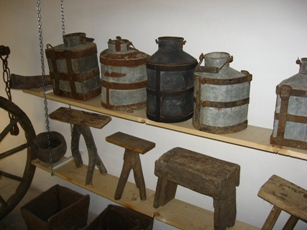
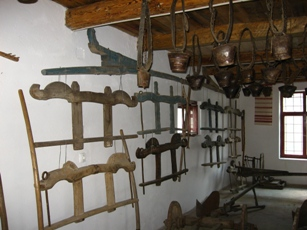

Patrimoniul acestui muzeu este alcătuit din circa o mie de exponate legate de creșterea și exploatarea bivolilor: care și sănii, juguri, șei, harnașamente, furci, greble, tânjale, talangi, scaune pentru muls, vase de colectat si procesat laptele, lămpi și felinare, separatoare pentru smântânit laptele etc. Alături de aceste obiecte tradiționale, în muzeu sunt expuse fotografii, hărți și documente care atestă vechimea și continuitatea acestor indeletniciri.

## Localizare
Muzeul bivolului este amenajat în fosta clădire a școlii, amplasată la circa 50 m de centrul satului Mera, situat la o distanță de 20 km de municipiului Cluj-Napoca, județul Cluj, România.

## Acces
Accesul la Muzeul bivolului se poate realiza:
- cu autoturismul, pornind din Cluj-Napoca spre Zalău pe drumul european E81 până la ieșirea din satul Rădaia, urmând apoi drumul județean DJ141B până în centrul satului Mera.
- cu autobuzul care face legătura între municipiul Cluj-Napoca și satul Mera.